# Orange (programari)
Orange és un paquet de programari lliure multiplataforma de mineria de dades i aprenentatge automàtic concebut el 1990 per a la visualització i anàlisi de dades. La capa inferior està escrita en C++, que cobreix les estructures bàsiques de dades i la majoria d'algorismes de preprocessament i modelatge. La capa superior està escrita en Python i inclou els processos que requereixen menys temps. Funciona amb components, anomenats ginys, i permet la interactivitat amb scripts. La llibreria és una caixa d'eines de mineria de dades organitzada jeràrquicament. Els procediments de baix nivell a la part inferior de la jerarquia, com ara el filtratge de dades, l'avaluació de probabilitats i la puntuació de característiques, estan agrupats en algorismes de nivell superior, com l'aprenentatge de l'arbre de classificació.